# Кривоглаз, Борис Абрамович
Борис Абрамович Кривоглаз (25 декабря 1893, Радомышль, Киевская губерния — август 1978, Киев) — доктор медицинских наук, профессор, один из основоположников медицины труда на Украине.

## Биография
Борис Кривоглаз родился 25 декабря 1893 года в городе Радомышль Киевская губерния (сейчас Житомирская область). Окончив гимназию с золотой медалью, поступает на медицинский факультет Киевского университета. После окончания университета в 1917 году начал свою трудовую деятельность в качестве земского врача Радомышльской больницы.
С 1920 года по 1923 год Борис Абрамович служил в рядах Красной Армии в должности врача госпиталя. По завершении службы в армии он переехал в Киев, где с 1924 года по 1928 год был участковым врачом.
С 1928 года по 1930 год Кривоглаз Б. А. прошёл цикл клинической ординатуры и с 1931 года по 1939 год работал врачом терапевтического отделения Киевской городской больницы. В 1937 году он был избран на должность ассистента на кафедре пропедевтики внутренних болезней второго Киевского медицинского института, где в июне 1941 года успешно защитил кандидатскую диссертацию на тему: «Функциональное изменения печени у больных язвенной болезнью».
С первых дней Великой Отечественной войны Борис Абрамович в рядах Красной Армии в должности врача фронтового эвакопункта Волховского фронта, а в дальнейшем — начальника эвакогоспиталя.
После войны Борис Абрамович работал врачом-ординатором Киевской городской больницы и поликлиники учёных. С апреля 1947 года по направлению Министерства здравоохранения Кривоглаз Б. А. начинает новый период своей врачебной и научной деятельности в стенах Киевского института гигиены труда и профзаболеваний: в начале в должности старшего научного сотрудника, а в дальнейшем — с января 1950 года по 1972 год — руководителем отдела профессиональной патологии.
В 1952 году Борису Абрамовичу было присвоено учёное звание — доцент. Борис Абрамович Кривоглаз внёс значительный вклад в изучение состояния сердечно-сосудистой системы у рабочих горячих цехов предприятий чёрной металлургии, в 1955 году за монографию «Профилактика и лечение сердечно-сосудистых нарушений у рабочих горячих цехов» — Борису Кривоглазу присвоена учёная степень — доктора медицинских наук. Он автор более 70 научных публикаций, посвящённых актуальным проблемам профпатологии. За свою деятельность Борис Абрамович Кривоглаз по праву был признан одним из ведущих профпатологов Украины.
Борис Абрамович Кривоглаз дружил с русским революционером-народником Николаем Александровичем Морозовым.
Умер Борис Абрамович Кривоглаз в августе 1978 года.

## Семья
- Сын — Осип Кривоглаз — архитектор и художник.
- Племянник — Михаил Кривоглаз — учёный (физик-теоретик).